# 日蓮法華宗
日蓮法華宗（にちれんほっけしゅう）は、渡邊日正によって開かれた、日蓮を宗祖と仰ぐ法華系の一派である。

## 開祖
- 渡邊日正

## 大本山
- 正福寺（福島）

## 沿革
- 1915年 - 開祖である渡邊日正が北海道で生まれる。
- 1936年 - 法華宗本門流の常唱院（静岡）にて出家する。
- 1952年 - 法華宗本門流から独立し、日蓮法華宗と公称する。
- 1979年 - 渡邊日正が入滅。
- 1979年 - 渡邊日慈が第二代管長就任。
- 2014年 - 渡邊日慈が入滅。
- 2015年 - 渡邊日貴が第三代管長就任。